# Chica de ayer
«Chica de ayer» es una de las canciones emblemáticas del pop rock de la década de 1980 en España. Suele considerarse que pertenece a la llamada movida madrileña.

## Historia
Escrita por Antonio Vega en 1977 mientras cumplía el servicio militar obligatorio en Valencia, la melodía fue compuesta en la playa de la Malvarrosa, fue incluida en el primer álbum (de título homónimo) de Nacha Pop en 1980. Se publicó, además, como sencillo, con «Nadie puede parar» como cara B. La producción corrió a cargo de Teddy Bautista.
Varias publicaciones han sugerido que la canción podría tratarse de un plagio, concretamente de la canción “La caccia al bisonte” escrita en 1975 por el artista italiano Ivano Fossati para el álbum "Il mondo di frutta candita" del cantante Gianni Morandi. En 1976 el cantante italo-argentino Piero realizó una versión en español.

## Descripción
Se trata de un tema generalmente considerado uno de los favoritos de la música pop española. Comienza con unas notas de bajo. Las guitarras acústicas y el piano acompañan el tema a lo largo de toda su duración. 
La letra menciona un conocido local de ocio madrileño, desde entonces identificado con la canción: El Penta.
En el documental Tu voz entre otras mil, dirigido por Paloma Concejero, aparece la fotografía de una joven rubia, posteriormente identificada como Maite Echanojaúregui, que podría haber sido la chica a la que se refiere la canción.

## Versiones
Los propios integrantes de Nacha Pop versionaron la canción para su recopilatorio 80/88. Además, otros muchos artistas han hecho versiones de esta canción, entre ellos Undershakers, Eduardo Capetillo, Enrique Iglesias, Germán Coppini (en el recopilatorio dedicado a Vega ... Ese chico triste y solitario) o El Canto Del Loco, realizando una de las versiones más famosas, introduciéndola en su disco de rarezas Arriba el Telón. 
También el grupo estadounidense Gigolo Aunts interpretó el tema, adaptando su letra al inglés con el título «The Girl from Yesterday». Por su parte, Alberto Comesaña interpretaba el tema en el musical «Escuela de calor» (2013). En 2016 fue versionada por Antonio Carmona para el espacio de televisión «A mi manera». En 2019 fue interpretada sucesivamente por Alfred García y por Andrés Suárez, en el programa de La 1 de TVE La mejor canción jamás cantada, en la que además fue elegida por votación popular como mejor canción española de la década de 1980.

## Reconocimientos
La canción se ha convertido en símbolo de los cambios acaecidos en la sociedad española en aquel momento. Como consecuencia del histórico momento en el que fue creada y con el paso del tiempo, «Chica de ayer» se ha convertido en un recuerdo romántico para los que vivieron aquella época.
En 1992 el crítico L. Gallero realizó una encuesta entre profesionales del mundo del disco para su libro Solo se vive una vez. Esplendor y ruina de la movida madrileña, en la que el tema fue elegido canción favorita de la movida madrileña.
El tema ha sido clasificado por la revista Rolling Stone en el número 2 de las 200 mejores canciones del pop rock en español, según el ranking publicado en 2010.

## Cultura popular
- En 2009 se emitió la adaptación española de la serie inglesa Life on Mars con el título de La chica de ayer.
- El diario El País publicó una encuesta entre críticos musicales que sitúa «Chica de ayer» como la mejor canción de la historia del pop español.[cita requerida]
- El grupo La Oreja de Van Gogh hace referencia a la canción en una estrofa de Verano (canción): "perdida en la canción de la Chica de ayer, así me siento yo sin ti".